# Atelopus senex
Espèce
Statut de conservation UICN

 EX  : Éteint
Atelopus senex est une espèce d'amphibiens de la famille des Bufonidae.

## Répartition
Cette espèce est endémique du centre du Costa Rica. Elle se rencontre dans les forêts de nuage entre 1 100 et 2 200 m d'altitude dans la cordillère de Talamanca et la cordillère Centrale. En 2020, l'espèce est considérée comme éteinte.

## Publication originale
- Taylor, 1952 : A review of the frogs and toads of Costa Rica. The University of Kansas Science Bulletin, vol. 35, no 1, p. 577-922 (texte intégral).